# Assemblée de la Dominique
11e législature
Bâtiment de l'Assemblée
L'Assemblée de la Dominique (en anglais : House of Assembly of Dominica) constitue, avec le président de la Dominique, le parlement monocaméral de la Dominique, un archipel des Caraïbes. Elle est composée de 30 représentants dont 21 élus au suffrage universel direct et 9 nommés par le président du pays. 

## Système électoral
L'Assemblée est composée de 30 à 32 sièges pourvus pour des mandats de cinq ans, dont 21 au suffrage direct au scrutin uninominal majoritaire à un tour dans autant de circonscriptions. Les députés élus décident par la suite du mode d'attribution des sièges des neuf autres membres. Ces derniers, dits sénateurs, sont soit élus au scrutin indirect par les députés, soit désignés par le président de la Dominique dont cinq sur recommandation du Premier ministre et quatre sur celle du chef de l'opposition. Enfin les deux derniers sièges sont réservés ex officio au procureur général et au président de l'Assemblée s'ils ne sont pas issus des rangs des parlementaires.

## Présidence
Alix Boyd Knights occupe le siège de présidente de l'assemblée du 17 avril 2000 au 10 février 2020 date à laquelle elle est remplacée par Joseph Isaac.